# Brian Selznick
Brian Selznick (14 de juliol de 1966), guardonat amb el premi Caldecott, és un escriptor i il·lustrador nord-americà, autor de literatura infantil.

## Biografia
Selznick va néixer al municipi d'East Brunswick, a Nova Jersey. El Sr. Selznick, l'avi del qual era primer del llegendari productor de Hollywood David O. Selznick, va créixer a East Brunswick, N.J., i és el major de tres germans. Es va graduar al col·legi Rhode Island School of Design i va treballar durant tres anys al Eeyore's Books for Children, a Manhattan, mentre treballava en el seu primer llibre, The Houdini Box.
Selznick va rebre el 2001 la Medalla Caldecott per la invenció d'Hugo Cabret. Així mateix, va obtenir l'Honor Caldecott per la seva obra The Dinosaurs of Waterhouse Hawkins el 2002. Altres distincions inclouen el guardó Texas Bluebonnet Award, el Rhode Island Children's Book Award, i el Christopher Award. La invenció d'Hugo Cabret ha inspirat a nombrosos estudiants, que han pres diverses iniciatives, com l'organització, per part d'un curs de quart grau, d'un festival de cinema mut, o un grup d'estudiants de cinquè grau, que van adaptar el llibre per a una representació de ball modern de 30 minuts de durada.
Selznik cita a Maurice Sendak, autor de Where the Wild Things Are, i Remy Charlip, autor de Fortunately, com a grans influències per als seus revolucionaris llibres: The Invention of Hugo Cabret i Wonderstruck.

## Obres
- The Houdini Box (1991)
- The Robot King (1995)
- Boy of a Thousand Faces (2000)
- La invenció d'Hugo Cabret (The Invention of Hugo Cabret, 2007). Per a la pel·lícula: Hugo (La invenció d'Hugo)
- Wonderstruck (Octubre 2011)
- "The Marvels" (15 de setembre de 2015)

## Obres il·lustrades per Selznick
- Amelia and Eleanor Go For a Ride: Basat en una història real, Autor: Pam Munoz Ryan
- Barnyard Prayers, Autor: Laura Godwin
- The Boy Who Longed for a Lift, Autor Norma Farber
- The Dinosaurs of Waterhouse Hawkins, Autor: Barbara Kerley
- Doll Face Has a Party, Autor Pam Conrad
- The Doll People, Autor: Ann M. Martin i Laura Godwin
- The Dulcimer Boy, Autor: Tor Seidler
- Frindle, Autor: Andrew Clements
- The Landry News, Autor: Andrew Clements (de butxaca)
- Lunch Money, Autor: Andrew Clements
- Marley's Ghost, Autor David Levithan
- The Meanest Doll in the World, Autor: Ann M. Martin i Laura Goodwin
- Our House: Stories of Levittown, Autor: Pam Conrad
- Riding Freedom, Autor: Pam Munoz Ryan
- The Runaway Dolls, Autor: Ann M. Martin i Laura Godwin
- The School Story, Autor: Andrew Clements
- Walt Whitman: Words for America, Autor: Barbara Kerley
- When Marian Sang, Autor: Pam Munoz Ryan
- Wingwalker, Autor: Rosemary Wells
- Wonderstruck, Autor: Brian Selznick
- The Invention Of Hugo Cabret, Autor: Brian Selznick